# Mr. Blues pour flirter
| Recensione | Giudizio |
| ---------- | -------- |
| AllMusic   | [ 1 ]    |

Mr. Blues pour flirter è un album discografico del sassofonista jazz statunitense Sonny Criss, pubblicato dalla casa discografica Brunswick Records nel 1963.

## Tracce
Lato A
1. Don't Get Around Much Anymore – 6:10 (Duke Ellington) – Registrato il 23 aprile 1963 a Parigi (Francia)
2. This Can't Be Love – 3:25 (Richard Rodgers) – Registrato il 25 aprile 1963 a Parigi (Francia)
3. Early and Later Part 1 – 4:20 (Sonny Criss) – Registrato il 23 aprile 1963 a Parigi (Francia)
4. Early and Later Part 2 – 4:35 (Sonny Criss) – Registrato il 23 aprile 1963 a Parigi (Francia)
5. Once in a While – 3:36 (Michael Edwards) – Registrato il 22 aprile 1963 a Parigi (Francia)

Lato B
1. Saint Louis Blues – 4:25 (W. C. Handy) – Registrato il 23 aprile 1963 a Parigi (Francia)
2. Day Dream – 4:35 (Duke Ellington, Billy Strayhorn) – Registrato il 22 aprile 1963 a Parigi (Francia)
3. On a Green Dolphin Street – 3:25 (Bronislau Kaper) – Registrato il 25 aprile 1963 a Parigi (Francia)
4. God Bless the Child – 6:00 (Billie Holiday, Arthur Herzog) – Registrato il 25 aprile 1963 a Parigi (Francia)

Edizione CD del 2010, pubblicato dalla Brunswick Records (275 229-9 )
1. Don't Get Around Much Anymore – 6:15 (Duke Ellington)
2. This Can't Be Love – 3:28 (Lorenz Hart, Richard Rodgers)
3. Early and Later Part 1 – 4:21 (Sonny Criss)
4. Early and Later Part 2 – 4:35 (Sonny Criss)
5. Once in a While – 3:39 (Bud Green, Michael Edwards)
6. Saint Louis Blues – 4:59 (William Christopher Handy)
7. Day Dream – 4:40 (Billy Strayhorn, Duke Ellington)
8. On Green Dolphin Street – 3:26 (Bronislau Kaper, Ned Washington)
9. God Bless the Child – 6:07 (Arthur Herzog, Billie Holiday)
10. Mr. Blues pour flirter, n° 2 – 5:07 (Sonny Criss) – Bonus Track - Registrato il 22 aprile 1963 a Parigi (Francia)
11. Mighty Low – 3:49 (Milt Buckner) – Bonus Track - Registrato il 10 ottobre 1962 a Parigi (Francia)
12. Don't Blame Me – 2:49 (Dorothy Fields, Jimmy McHugh) – Bonus Track - Registrato il 10 ottobre 1962 a Parigi (Francia)
13. Black Coffee – 2:44 (Paul Francis Webster, Sonny Burke) – Bonus Track - Registrato il 10 ottobre 1962 a Parigi (Francia)
14. We'll Be Together Again – 2:59 (Carl Fischer, Frankie Laine) – Bonus Track - Registrato il 10 ottobre 1962 a Parigi (Francia)

## Musicisti
Don't Get Around Much Anymore / This Can't Be Love / Early and Later Part 1 / Early and Later Part 2 / Once in a While / Saint Louis Blues / Day Dream / On Green Dolphin Street / God Bless the Child / Mr. Blues pour flirter, n° 2
- Sonny Criss - sassofono alto
- Georges Arvanitas - pianoforte, organo
- René Thomas - chitarra
- Pierre Michelot - contrabbasso
- Philippe Combelle - batteria[4]

Mighty Low / Don't Blame Me / Black Coffee / We'll Be Together Again
- Sonny Criss - sassofono alto
- Henri Renaud - pianoforte
- Michel Gaudry - contrabbasso
- Philippe Combelle - batteria[5]